# Kekinowin

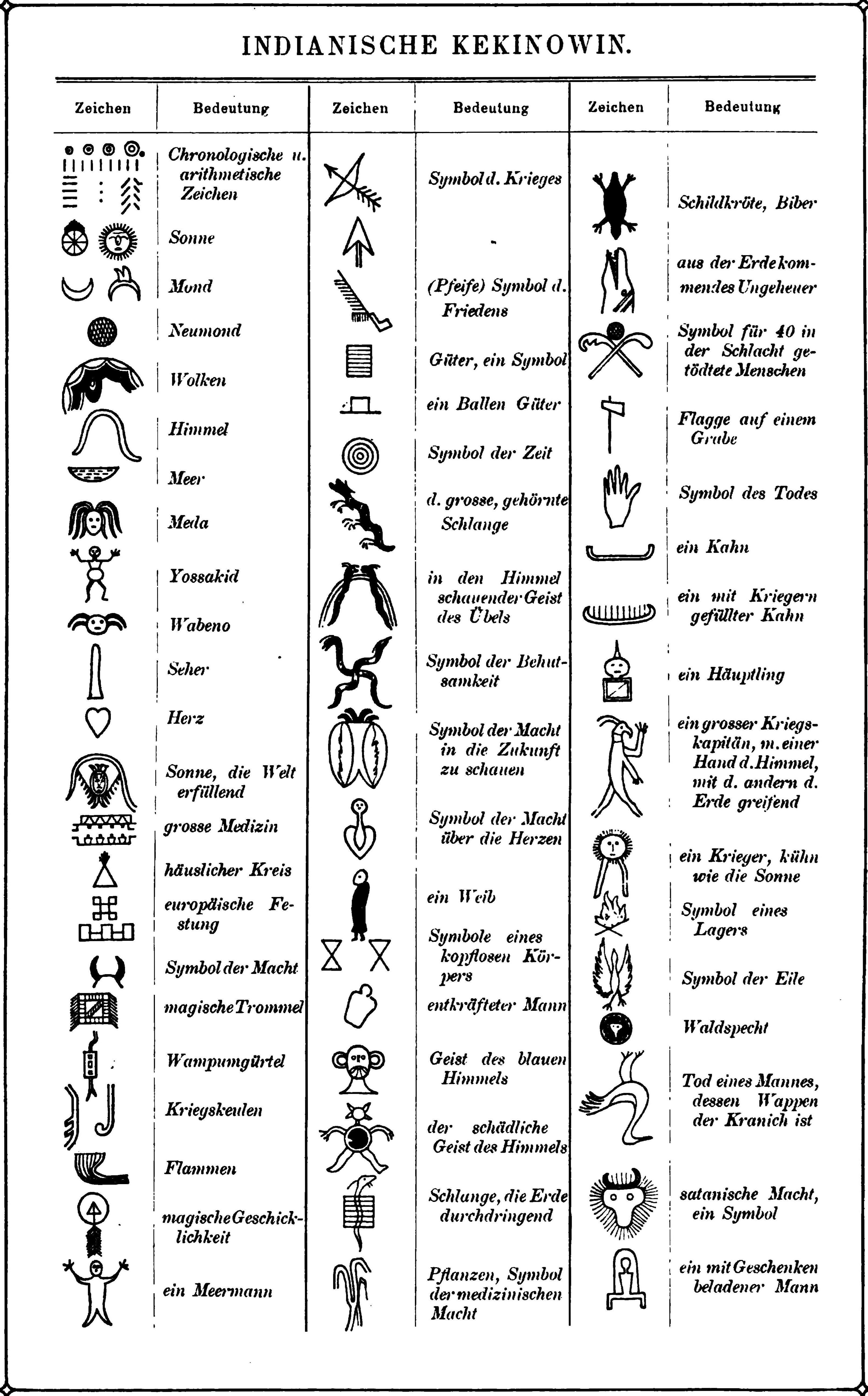
Kekinowin: Bildtafel aus dem Buch der Schrift von Carl Faulmann, Erstdruck 1880

Kekinowin ist die Bezeichnung für eine ideographische Bilderschrift der Ojibwa-Indianer, die zur großen Algonkin-Sprachfamilie gehören und auch Chippewa oder Anishinabe genannt werden.

## Charakteristika
Das Kekinowin ist mit der Sprache nicht unmittelbar verbunden und für die Kommunikation völlig bedeutungslos. Seine einzelnen Zeichen (Ideogramme) sind mit einem gewissen Gut an Gedanken und Ideen verknüpft, das das gesamte kulturelle Leben der Indianer umfasst. Die Zeichen sind also ein mnemotechnisches Mittel, nur reine Gedächtnisstützen, um viele Dinge in der Erinnerung zu bewahren und abrufen zu können wie Überlieferungen, Zeremonien, Rituale, Gesänge, Tänze, Zaubersprüche und dergleichen. Nach Haarmann ist die Funktionsweise des Kekinowin mit der des Walam Olum zu vergleichen, der Stammeschronik der Lenni Lenape, in Deutschland Delawaren genannt.

### Schreibmaterial
Die Zeichen werden u. a. auf Stoffen, Tierhäuten – meist gegerbte Büffel- und Hirschfelle – und Birkenrinde dargestellt. (Birkenrinde, die wohl am häufigsten benutzt wird, ist auch früher in Europa als Material für Beschriftungen verwendet worden; berühmt ist dafür eine Birkenrindenschrift aus dem mittelalterlichen Nowgorod.)

### Eingeweihter Personenkreis
Für die Allgemeinheit ist das Kekinowin völlig unverständlich, ein Geheimnis, in das nur sehr wenige Menschen eingeweiht sind, in der Regel Medizinmänner (Schamanen), die auch oft noch Häuptlinge sind. Diese außergewöhnlichen Männer sind, wenn auch unterschiedlich ausgeprägt, Propheten, Ärzte, Dichter, Tänzer und Sänger. Sie nur als Zauberer zu bezeichnen, wie es meistens geschieht, ist wohl ein ganzes Stück zu kurz gegriffen. Denn es sind nicht nur Zaubersprüche, sondern Geschichten von manchmal epischen Ausmaßen, die sie sprechen, Überlieferungen und Welterfahrungen, die sie mit ihren Liedern, Tänzen und Zeremonien wiedergeben.

### Betätigungsfelder der Medizinmänner
Die verschiedenen Betätigungsfelder der Medizinmänner zeigt folgende Übersicht (mit den indianischen Bezeichnungen nach Faulmann):
- Medáwin (Arzneikunst, Heilkunde)
- das hohe Yesukáwin (Prophezeiung)
- das kleine Yesukáwin (Geisterbeschwörung)
- Wábino (magische Gesänge und Tänze)
- Keossáwin (Jagd-Medizin)
- Nundobewunewun (Kampfeinstimmung)
- Sadzawin (Liebes-Medizin)
- Muzzinábikon (Geschichte, Überlieferung)

## Kekiwin
Neben dem Kekinowin besitzen die Ojibwa noch eine zweite Bilderschrift, die Kekiwin heißt. Die Zeichen dieser Schrift sind Piktogramme und somit allgemein verständlich.